# オギノツメ
オギノツメ（荻の爪）は、キツネノマゴ科オギノツメ属の多年草である。
牧野 (1940) はオギノツメの学名を Hygrophila lancea Miq. としているが、これは後に Hygrophila ringens (L.) R.Br. ex Spreng. のシノニムとされている。

## 概要
水田や水田周辺などの湿地帯に自生している野草もしくは水田雑草で、若葉や芽が食用として扱われる場合がある。
日本国内では静岡県以西の本州と九州から沖縄県にかけて分布し、種としては東南アジアからオーストラリアの一部まで広く分布している。
草丈は60センチメートル前後であり、葉は対生で線状披針形。花柄はなく葉腋に束生する。花冠は淡紫色で開花期は秋頃。雄蕊は2本、雌蕊は1本である。果実は蒴果で細長く尖り、裂開して少量の種子を飛ばす。
自生状況はさほど深刻ではないが、沖縄県では絶滅危急種に指定されており一部地域では存続が危ぶまれている。

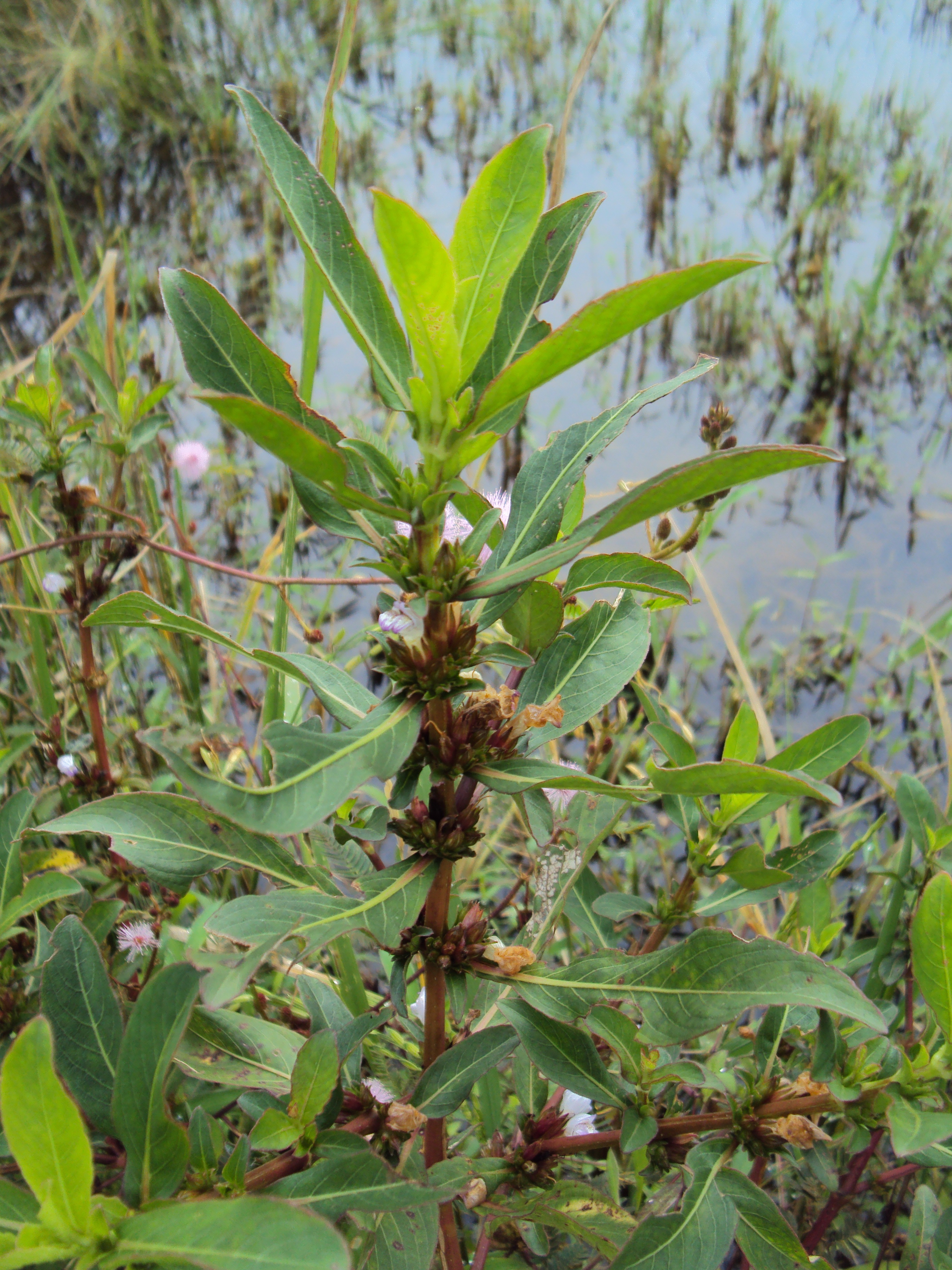
全草。
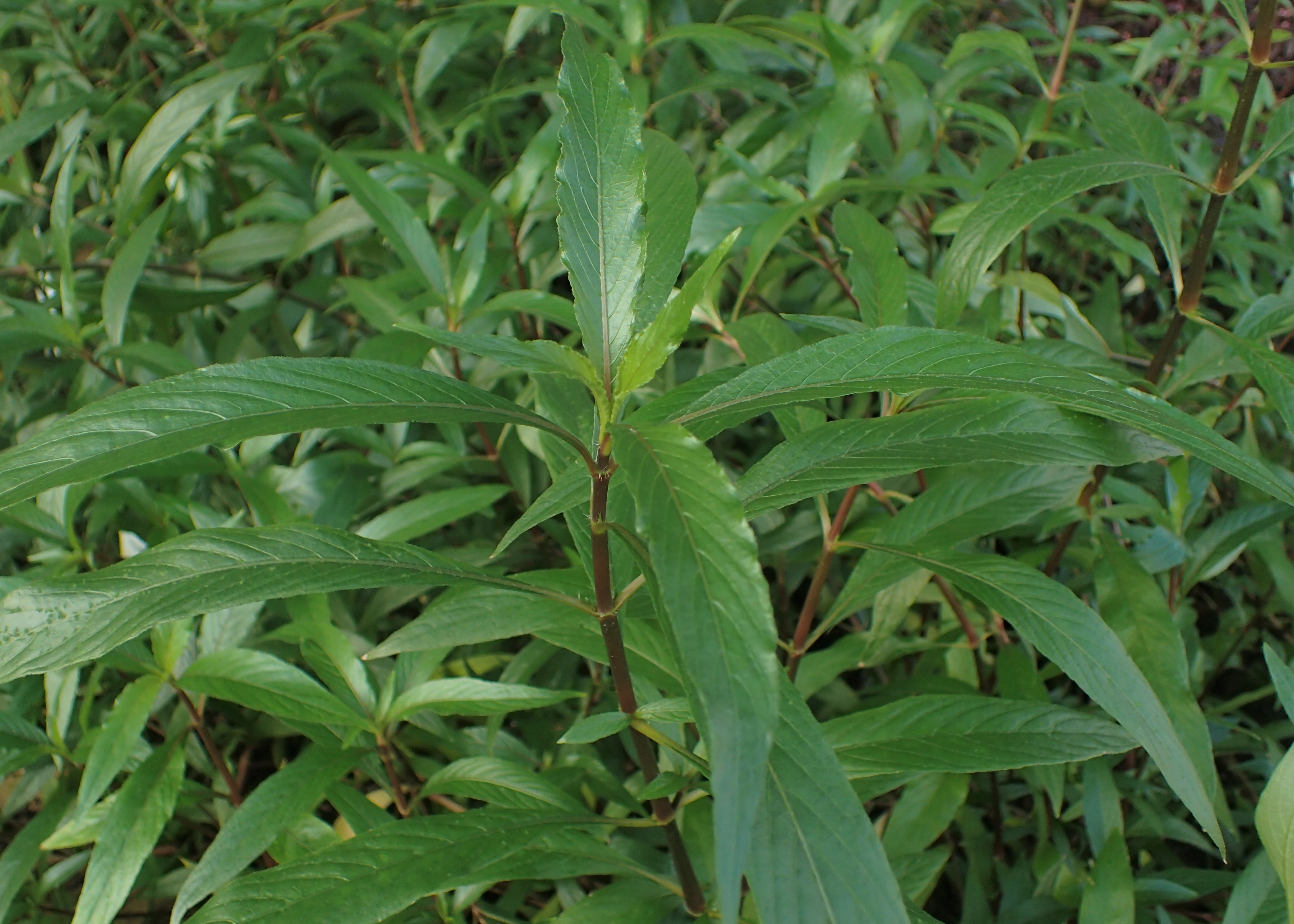
葉のみの状態。ベルリン＝ダーレム植物園にて。
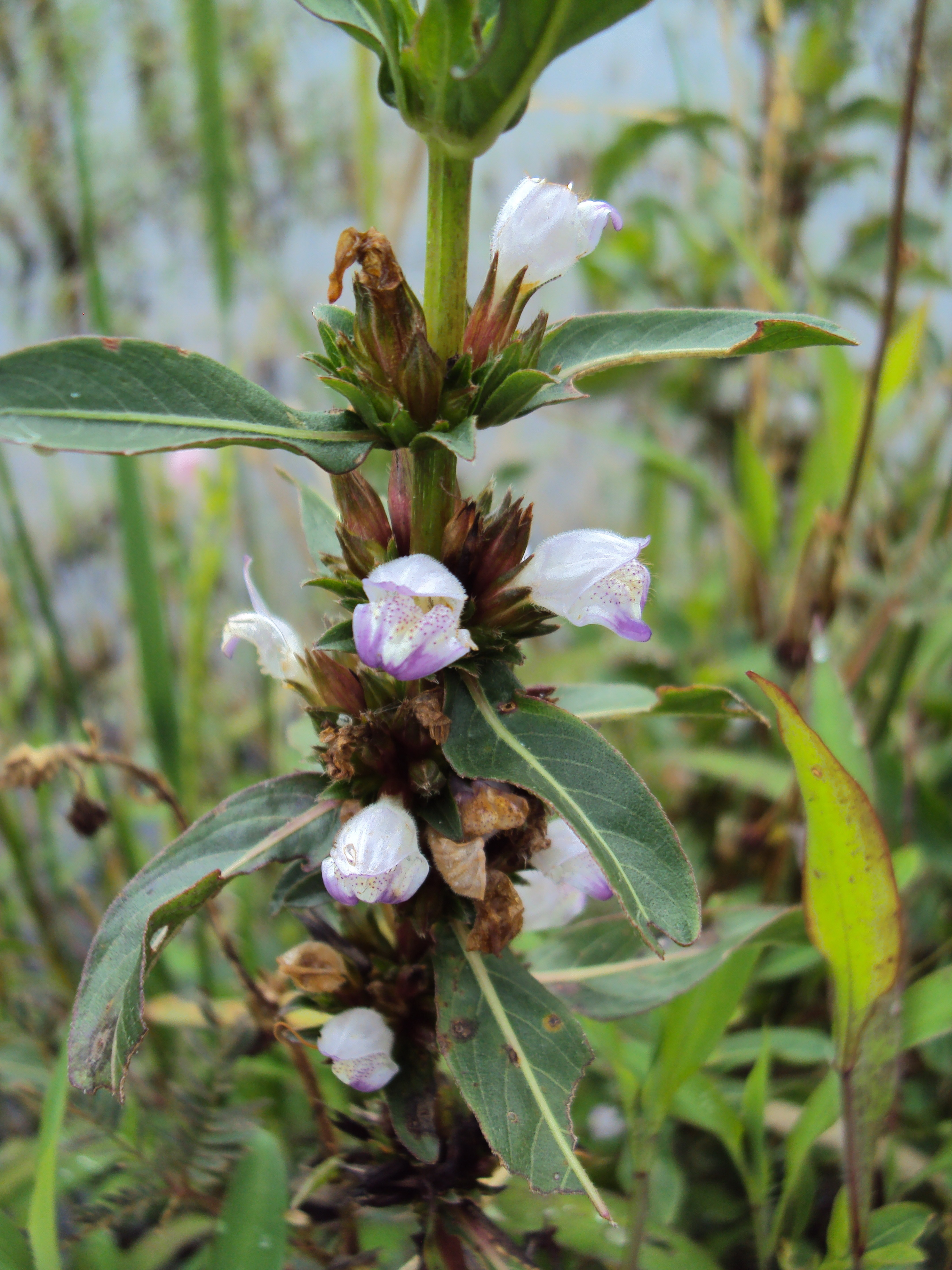
花。
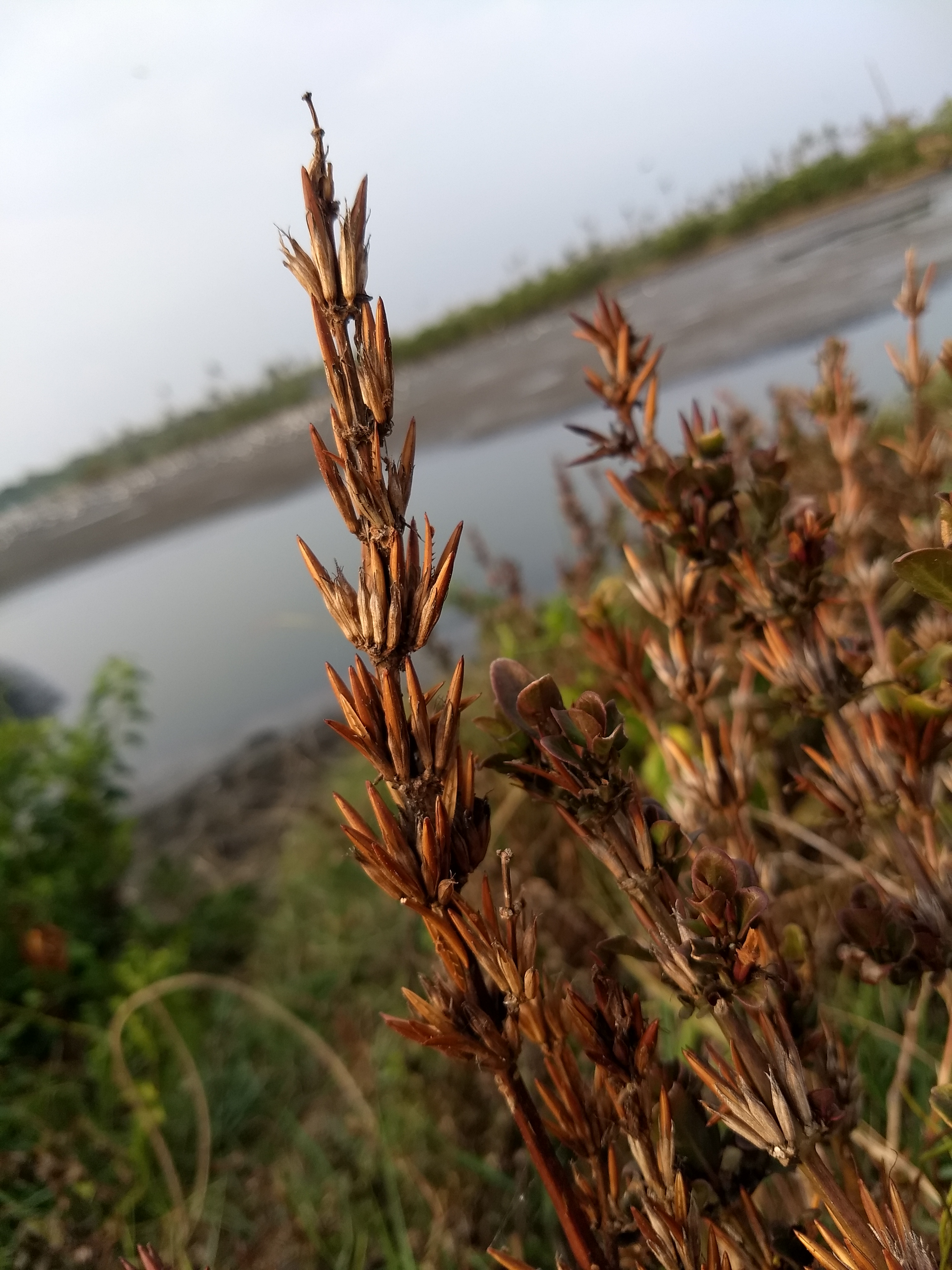

## 近縁種
オギノツメ属はアジアを中心とした熱帯域に多くの種を抱えるが、日本国内ではオギノツメ1種のみが自生している。オギノツメには少なくとも亜種と変種がそれぞれ一つずつ認められている。
- Hygrophila ringens subsp. longifolium J.Mathew & Kad.V.George - インドのケーララ州固有種[1][3]。
- Hygrophila ringens var. longihirsuta (H.S.Lo & D.Fang) Y.F.Deng[1] - 中国の広西チワン族自治区固有種[3]。

## アクアリウムでの利用
オギノツメは、旧学名 Hygrophila salicifolia のカナ読みであるハイグロフィラ・サリチフォリアの名でアクアリウム用の水草として流通している。東南アジアの水草ファームで生産されたものが日本にもやってくるが、日本国内での観賞用の需要は少ない。
熱帯産のオギノツメ属の一部は古くから観賞用の水草として流通しており、この属は水中馴化能力の高い種が多い。オギノツメも同様で、水草として海外から入荷するものは勿論、純国内自生種のオギノツメも水中での育成が可能である。